# ProLogium
ProLogium Technology ist ein taiwanisches Unternehmen mit Sitz in Taoyuan. Es ist in der Entwicklung und Fertigung von Feststoffbatterien für die Automobilindustrie tätig. Das 2006 gegründete Unternehmen verfügt über Standorte in Taiwan und Frankreich. Das Unternehmen verfügt über knapp 700 Patente (Stand 2024).

## Geschichte
ProLogium Technologies wurde im Jahr 2006 von Vincent Yang gegründet. Zunächst verkaufte das Unternehmen Festkörperbatterien an Automobilhersteller zu Test- und Produktentwicklungszwecken. Im Jahr 2019 unterzeichnete ProLogium Kooperationsvereinbarungen mit mehreren chinesischen Elektrofahrzeugherstellern, darunter Nio, Aiways und Enovate Motors. 2021 unterzeichnete das Unternehmen einen Vertrag mit Vinfast für die Produktion von Batterien für Elektrofahrzeuge in Vietnam.
Im März 2022 brachten ProLogium und Gogoro den Prototyp einer Lithium-Keramik-Festkörperbatterie für das Rollernetz von Gogoro auf den Markt.
Im Mai 2023 kündigte ProLogium die Eröffnung eines 5,2 Milliarden Euro teuren internationalen Produktionszentrums in Dünkirchen an. Bei der feierlichen Verkündung war der französische Präsident Emmanuel Macron anwesend. Zuvor waren auch die Niederlande und Deutschland als mögliche Standorte für die Gigafabrik im Gespräch. Steuervergünstigungen der französischen Regierung und niedrigere Strompreise gaben allerdings den Ausschlag für Frankreich als Standort. Die Fabrik soll eine Kapazität von 48 GWh aufweisen und 3000 Arbeitsplätze schaffen. Die Produktion soll 2027 beginnen.
Im Januar 2024 wurde die Taoke Gigafactory in Taoyuan von ProLogium eröffnet. Sie eröffneten die erste Phase mit einer Kapazität von 0,5 GWh, was später auf 2 GWh ausgebaut werden soll. Die Fabrik soll für Elektroautohersteller weltweit produzieren.

## Investoren
Im Jahr 2021 führte ProLogium eine Finanzierungsrunde in Höhe von 326 Millionen US-Dollar durch, an der sich unter anderem die chinesische Primavera Capital Group und SoftBank China Venture Capital beteiligten, so dass die Gesamtbewertung des Unternehmens zwischen 2 und 3 Milliarden US-Dollar lag.
Im Jahr 2022 hat POSCO einen ungenannten Betrag in ProLogium investiert. In der Zwischenzeit haben POSCO und ProLogium eine Vereinbarung über die gemeinsame Entwicklung von Komponenten für die Festkörperbatterien von ProLogium unterzeichnet.
Auch Vinfast und die Mercedes-Benz Group gehören zu den Investoren, wobei ProLogium mit beiden Unternehmen zusammenarbeitet. 
Der CEO Vincent Yang kündigte 2023 den baldigen Börsengang des Unternehmens an.